# Up in the Air (film 1915)
Up in the Air è un cortometraggio muto del 1915 diretto da Will Louis. Prodotto dalla Edison Company su un soggetto di J. Edward Hungerford, aveva come interpreti Raymond McKee, Arthur Housman, Jean Dumar, Dallas Welford.

## Produzione
Il film fu prodotto dalla Edison Company.

## Distribuzione
Distribuito dalla General Film Company, il film - un cortometraggio in una bobina - uscì nelle sale cinematografiche degli Stati Uniti il 9 giugno 1915.